# 艾拉華特阿美尼亞足球會
艾拉華特阿美尼亞足球會（英語：FC Ararat-Armenia）是一家位於阿美尼亞首都葉里溫的職業足球會，成立於2017年，由鲁本·哈伊拉佩蒂安擁有的葉里溫足球學院畢業生以及佩歷克足球會的年輕球員所組成，起初名為埃文學院足球會（FC Avan Academy）。
2018年初，球會被俄羅斯商人山姆威爾・卡拉佩特延接管，並將球會更名為艾拉華特莫斯科瓦（Ararat-Moskva），繼續參加亞美尼亞甲組足球聯賽。艾拉華特莫斯科瓦在甲組聯賽獲得季軍，首次升上頂級聯賽，隨後再次更名為艾拉華特阿美尼亞。
2019年5月30日，艾拉華特阿美尼亞以1–0擊敗班蘭特斯，首次贏得亞美尼亞超級聯賽冠軍，並由此獲得2019–20年歐洲冠軍聯賽參賽資格。

## 球會榮譽
- 亞美尼亞足球超級聯賽

 冠軍： (2) 2018–19, 2019–20
- 亞美尼亞盃

 冠軍： (1) 2023–24
 亞軍： (1) 2019–20
- 亞美尼亞超級盃

 冠軍： (1) 2019
 亞軍： (1) 2020